# Třebnouševes
Třebnouševes je obec v okrese Jičín v Královéhradeckém kraji. Žije zde 280 obyvatel.

## Historie
První písemná zmínka o vesnici pochází z roku 1143. Obec několikrát změnila jméno.

## Obyvatelstvo
| Rok            | 1869 | 1880 | 1890 | 1900 | 1910 | 1921 | 1930 | 1950 | 1961 | 1970 | 1980 | 1991 | 2001 | 2011 | 2021 |
| -------------- | ---- | ---- | ---- | ---- | ---- | ---- | ---- | ---- | ---- | ---- | ---- | ---- | ---- | ---- | ---- |
| Počet obyvatel | 531  | 530  | 441  | 478  | 540  | 525  | 488  | 375  | 350  | 305  | 320  | 305  | 286  | 274  | 261  |
| Počet domů     | 86   | 87   | 85   | 87   | 88   | 89   | 90   | 102  | 91   | 89   | 94   | 110  | 117  | 120  | 102  |

## Obecní správa

### Části obce
- Třebnouševes
- Ostrov
- Vinice

Od 1. ledna 1975 do 23. listopadu 1990 k obci patřil i Rašín.

### Obecní symboly
Znak a vlajka byly obci uděleny rozhodnutím předsedy Poslanecké sněmovny Parlamentu České republiky dne 9. prosince 2015.